# Hiszton-acetiltranszferáz
A hiszton-acetiltranszferáz (HAt) egy olyan enzim, mely a hiszton fehérjék lizin aminosavjait acetilálja úgy, hogy egy acetil csoportot visz át az acetil-koenzim-A-ról a lizinre, ε-N-acetil lizint eredményezve ezzel.
A hisztonacetiláció általában a DNS transzkripció aktiválásához kapcsolódó folyamat. A lizin acetilációja semlegesíti a normálisan jelenlévő pozitív elektromos töltést. Ez pedig csökkenti az affinitást a hiszton és a negatívan töltött DNS között, lehetővé téve ezzel a DNS szorosabb kötödését a transzkripciós faktorokhoz.